# Сельсоветы Беларуси

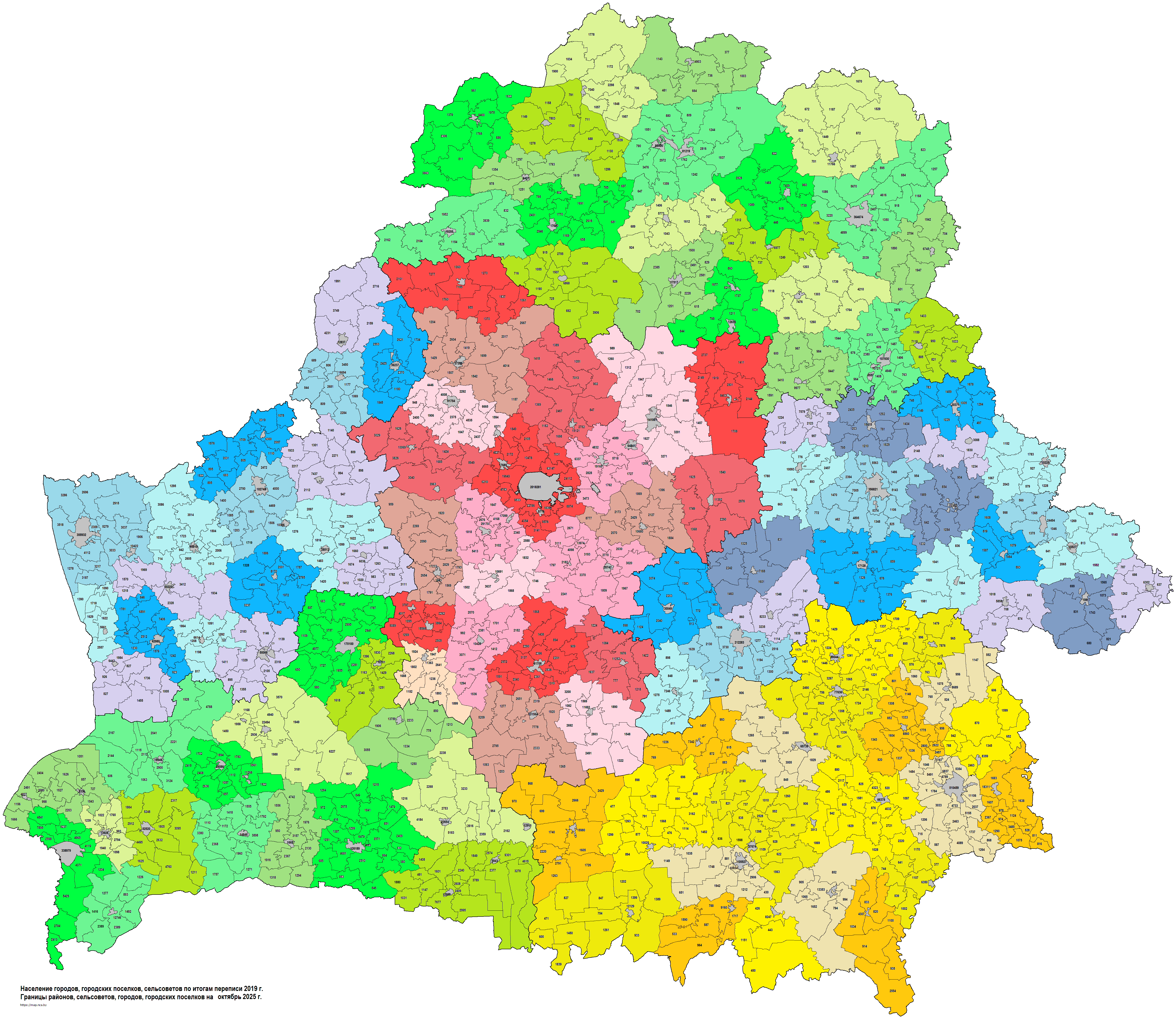
Все административные единицы Беларуси, апрель 2025

Сельсоветы в Беларуси — низовые административно-территориальные единицы. Сельсоветы входят в состав районов. Сельсовет может состоять как из одного населённого пункта, так и объединять на своей территории несколько сельских населённых пунктов. Административный центр сельсовета размещается, как правило, в агрогородке, а при его отсутствии — в другом сельском населённом пункте на территории сельсовета или городском населённом пункте этого района (в очень редких случаях органы власти размещаются в городах областного подчинения). Органом власти на территории сельсовета является сельский Совет депутатов (в 1977—1994 годах — сельский Совет народных депутатов).
Сельсоветы с численностью населения менее 1000 человек, как правило, упраздняются, а территория и населённые пункты передаются в ведение близлежащему сельсовету.
Впервые сельсоветы на территории Беларуси образованы в 1924 году и их количество составляло 3277, после чего структура и количество сельсоветов время от времени менялась. 
На 1 февраля 2008 года в Республике Беларусь насчитывалось 1465 сельсоветов. 
На 8 июля 2023 года в Беларуси — 1127 сельсоветов.

## Список сельсоветов и приравненных к ним единиц
Ниже перечислены административно-территориальные и территориальные единицы первичного уровня. Административно-территориальными единицами первичного уровня являются сельсоветы, города районного подчинения и посёлки городского типа, в границах которых создаются и действуют местный Совет депутатов и исполнительный и распорядительный орган. Города районного подчинения и посёлки городского типа, являющиеся районными центрами, в соответствии с Указом Президента Республики Беларусь от 20 октября 1995 г. № 434 не формируют местный Совет депутатов и исполнительный и распорядительный орган и управляются непосредственно органами власти районов, являясь территориальными единицами первичного уровня (выделены курсивом).
По состоянию на 8 июля 2023 года в Беларуси на первичном уровне административно-территориального устройства насчитываются 1149 административно-территориальные единицы (1127 сельсоветов, 14 городов районного подчинения и 8 посёлков городского типа в составе районов) и 133 территориальных единицы (24 района в городе, 90 городов районного подчинения и 19 посёлков городского типа в составе районов).
| Первичная АТЕ/ТЕ  | Категория                   | Базовая АТЕ   |
| ----------------- | --------------------------- | ------------- |
| Барановичи        | Город областного подчинения | Барановичи    |
| Великолукский     | Сельсовет                   | Барановичский |
| Вольновский       | Сельсовет                   | Барановичский |
| Городищенский     | Сельсовет                   | Барановичский |
| Жемчужненский     | Сельсовет                   | Барановичский |
| Крошинский        | Сельсовет                   | Барановичский |
| Леснянский        | Сельсовет                   | Барановичский |
| Малаховецкий      | Сельсовет                   | Барановичский |
| Миловидский       | Сельсовет                   | Барановичский |
| Молчадский        | Сельсовет                   | Барановичский |
| Новомышский       | Сельсовет                   | Барановичский |
| Подгорновский     | Сельсовет                   | Барановичский |
| Полонковский      | Сельсовет                   | Барановичский |
| Почаповский       | Сельсовет                   | Барановичский |
| Столовичский      | Сельсовет                   | Барановичский |
| Белоозёрск        | Город районного подчинения  | Берёзовский   |
| Берёза            | Город районного подчинения  | Берёзовский   |
| Берёзовский       | Сельсовет                   | Берёзовский   |
| Здитовский        | Сельсовет                   | Берёзовский   |
| Малечский         | Сельсовет                   | Берёзовский   |
| Междулесский      | Сельсовет                   | Берёзовский   |
| Первомайский      | Сельсовет                   | Берёзовский   |
| Песковский        | Сельсовет                   | Берёзовский   |
| Селецкий          | Сельсовет                   | Берёзовский   |
| Сигневичский      | Сельсовет                   | Берёзовский   |
| Соколовский       | Сельсовет                   | Берёзовский   |
| Споровский        | Сельсовет                   | Берёзовский   |
| Стригинский       | Сельсовет                   | Берёзовский   |
| Брест             | Город областного подчинения | Брест         |
| Домачевский       | Сельсовет                   | Брестский     |
| Знаменский        | Сельсовет                   | Брестский     |
| Клейниковский     | Сельсовет                   | Брестский     |
| Лыщицкий          | Сельсовет                   | Брестский     |
| Мотыкальский      | Сельсовет                   | Брестский     |
| Мухавецкий        | Сельсовет                   | Брестский     |
| Радваничский      | Сельсовет                   | Брестский     |
| Тельминский       | Сельсовет                   | Брестский     |
| Томашовский       | Сельсовет                   | Брестский     |
| Чернавчицкий      | Сельсовет                   | Брестский     |
| Чернинский        | Сельсовет                   | Брестский     |
| Ганцевичи         | Город районного подчинения  | Ганцевичский  |
| Денисковичский    | Сельсовет                   | Ганцевичский  |
| Любашевский       | Сельсовет                   | Ганцевичский  |
| Люсинский         | Сельсовет                   | Ганцевичский  |
| Мальковичский     | Сельсовет                   | Ганцевичский  |
| Начский           | Сельсовет                   | Ганцевичский  |
| Огаревичский      | Сельсовет                   | Ганцевичский  |
| Хотыничский       | Сельсовет                   | Ганцевичский  |
| Чудинский         | Сельсовет                   | Ганцевичский  |
| Дрогичин          | Город районного подчинения  | Дрогичинский  |
| Антопольский      | Сельсовет                   | Дрогичинский  |
| Бездежский        | Сельсовет                   | Дрогичинский  |
| Брашевичский      | Сельсовет                   | Дрогичинский  |
| Дрогичинский      | Сельсовет                   | Дрогичинский  |
| Закозельский      | Сельсовет                   | Дрогичинский  |
| Именинский        | Сельсовет                   | Дрогичинский  |
| Немержанский      | Сельсовет                   | Дрогичинский  |
| Осовецкий         | Сельсовет                   | Дрогичинский  |
| Попинский         | Сельсовет                   | Дрогичинский  |
| Радостовский      | Сельсовет                   | Дрогичинский  |
| Хомский           | Сельсовет                   | Дрогичинский  |
| Жабинка           | Город районного подчинения  | Жабинковский  |
| Жабинковский      | Сельсовет                   | Жабинковский  |
| Кривлянский       | Сельсовет                   | Жабинковский  |
| Ленинский         | Сельсовет                   | Жабинковский  |
| Озятский          | Сельсовет                   | Жабинковский  |
| Ракитницкий       | Сельсовет                   | Жабинковский  |
| Степанковский     | Сельсовет                   | Жабинковский  |
| Хмелевский        | Сельсовет                   | Жабинковский  |
| Иваново           | Город районного подчинения  | Ивановский    |
| Бродницкий        | Сельсовет                   | Ивановский    |
| Горбахский        | Сельсовет                   | Ивановский    |
| Лясковичский      | Сельсовет                   | Ивановский    |
| Молодовский       | Сельсовет                   | Ивановский    |
| Мотольский        | Сельсовет                   | Ивановский    |
| Мохровский        | Сельсовет                   | Ивановский    |
| Одрижинский       | Сельсовет                   | Ивановский    |
| Опольский         | Сельсовет                   | Ивановский    |
| Рудский           | Сельсовет                   | Ивановский    |
| Сочивковский      | Сельсовет                   | Ивановский    |
| Ивацевичи         | Город районного подчинения  | Ивацевичский  |
| Коссово           | Город районного подчинения  | Ивацевичский  |
| Бытенский         | Сельсовет                   | Ивацевичский  |
| Вольковский       | Сельсовет                   | Ивацевичский  |
| Житлинский        | Сельсовет                   | Ивацевичский  |
| Квасевичский      | Сельсовет                   | Ивацевичский  |
| Милейковский      | Сельсовет                   | Ивацевичский  |
| Речковский        | Сельсовет                   | Ивацевичский  |
| Святовольский     | Сельсовет                   | Ивацевичский  |
| Стайковский       | Сельсовет                   | Ивацевичский  |
| Телеханский       | Сельсовет                   | Ивацевичский  |
| Яглевичский       | Сельсовет                   | Ивацевичский  |
| Высокое           | Город районного подчинения  | Каменецкий    |
| Каменец           | Город районного подчинения  | Каменецкий    |
| Беловежский       | Сельсовет                   | Каменецкий    |
| Верховичский      | Сельсовет                   | Каменецкий    |
| Видомлянский      | Сельсовет                   | Каменецкий    |
| Войский           | Сельсовет                   | Каменецкий    |
| Волчинский        | Сельсовет                   | Каменецкий    |
| Дмитровичский     | Сельсовет                   | Каменецкий    |
| Каменюкский       | Сельсовет                   | Каменецкий    |
| Новицковичский    | Сельсовет                   | Каменецкий    |
| Огородникский     | Сельсовет                   | Каменецкий    |
| Пелищенский       | Сельсовет                   | Каменецкий    |
| Ратайчицкий       | Сельсовет                   | Каменецкий    |
| Речицкий          | Сельсовет                   | Каменецкий    |
| Ряснянский        | Сельсовет                   | Каменецкий    |
| Кобрин            | Город районного подчинения  | Кобринский    |
| Батчинский        | Сельсовет                   | Кобринский    |
| Буховичский       | Сельсовет                   | Кобринский    |
| Городецкий        | Сельсовет                   | Кобринский    |
| Дивинский         | Сельсовет                   | Кобринский    |
| Залесский         | Сельсовет                   | Кобринский    |
| Киселевецкий      | Сельсовет                   | Кобринский    |
| Новоселковский    | Сельсовет                   | Кобринский    |
| Остромичский      | Сельсовет                   | Кобринский    |
| Повитьевский      | Сельсовет                   | Кобринский    |
| Тевельский        | Сельсовет                   | Кобринский    |
| Хидринский        | Сельсовет                   | Кобринский    |
| Лунинец           | Город районного подчинения  | Лунинецкий    |
| Микашевичи        | Город районного подчинения  | Лунинецкий    |
| Богдановский      | Сельсовет                   | Лунинецкий    |
| Бостынский        | Сельсовет                   | Лунинецкий    |
| Вульковский       | Сельсовет                   | Лунинецкий    |
| Городокский       | Сельсовет                   | Лунинецкий    |
| Дворецкий         | Сельсовет                   | Лунинецкий    |
| Дятловичский      | Сельсовет                   | Лунинецкий    |
| Лахвенский        | Сельсовет                   | Лунинецкий    |
| Лунинский         | Сельсовет                   | Лунинецкий    |
| Редигеровский     | Сельсовет                   | Лунинецкий    |
| Синкевичский      | Сельсовет                   | Лунинецкий    |
| Чучевичский       | Сельсовет                   | Лунинецкий    |
| Ляховичи          | Город районного подчинения  | Ляховичский   |
| Гончаровский      | Сельсовет                   | Ляховичский   |
| Жеребковичский    | Сельсовет                   | Ляховичский   |
| Коньковский       | Сельсовет                   | Ляховичский   |
| Кривошинский      | Сельсовет                   | Ляховичский   |
| Начевский         | Сельсовет                   | Ляховичский   |
| Новосёлковский    | Сельсовет                   | Ляховичский   |
| Ольховский        | Сельсовет                   | Ляховичский   |
| Островский        | Сельсовет                   | Ляховичский   |
| Малорита          | Город районного подчинения  | Малоритский   |
| Великоритский     | Сельсовет                   | Малоритский   |
| Гвозницкий        | Сельсовет                   | Малоритский   |
| Луковский         | Сельсовет                   | Малоритский   |
| Мокранский        | Сельсовет                   | Малоритский   |
| Олтушский         | Сельсовет                   | Малоритский   |
| Ореховский        | Сельсовет                   | Малоритский   |
| Хотиславский      | Сельсовет                   | Малоритский   |
| Чернянский        | Сельсовет                   | Малоритский   |
| Пинск             | Город областного подчинения | Пинск         |
| Березовичский     | Сельсовет                   | Пинский       |
| Бобриковский      | Сельсовет                   | Пинский       |
| Боричевичский     | Сельсовет                   | Пинский       |
| Валищенский       | Сельсовет                   | Пинский       |
| Городищенский     | Сельсовет                   | Пинский       |
| Дубойский         | Сельсовет                   | Пинский       |
| Загородский       | Сельсовет                   | Пинский       |
| Каллауровичский   | Сельсовет                   | Пинский       |
| Ласицкий          | Сельсовет                   | Пинский       |
| Логишинский       | Сельсовет                   | Пинский       |
| Лопатинский       | Сельсовет                   | Пинский       |
| Лыщенский         | Сельсовет                   | Пинский       |
| Мерчицкий         | Сельсовет                   | Пинский       |
| Молотковичский    | Сельсовет                   | Пинский       |
| Новодворский      | Сельсовет                   | Пинский       |
| Оснежицкий        | Сельсовет                   | Пинский       |
| Оховский          | Сельсовет                   | Пинский       |
| Парохонский       | Сельсовет                   | Пинский       |
| Пинковичский      | Сельсовет                   | Пинский       |
| Плещицкий         | Сельсовет                   | Пинский       |
| Поречский         | Сельсовет                   | Пинский       |
| Сошненский        | Сельсовет                   | Пинский       |
| Ставокский        | Сельсовет                   | Пинский       |
| Хойновский        | Сельсовет                   | Пинский       |
| Пружаны           | Город районного подчинения  | Пружанский    |
| Великосельский    | Сельсовет                   | Пружанский    |
| Зеленевичский     | Сельсовет                   | Пружанский    |
| Линовский         | Сельсовет                   | Пружанский    |
| Мокровский        | Сельсовет                   | Пружанский    |
| Новозасимовичский | Сельсовет                   | Пружанский    |
| Пружанский        | Сельсовет                   | Пружанский    |
| Ружанский         | Сельсовет                   | Пружанский    |
| Сухопольский      | Сельсовет                   | Пружанский    |
| Хоревской         | Сельсовет                   | Пружанский    |
| Шеневской         | Сельсовет                   | Пружанский    |
| Шерешёвский       | Сельсовет                   | Пружанский    |
| Щерчовский        | Сельсовет                   | Пружанский    |
| Давид-Городок     | Город районного подчинения  | Столинский    |
| Столин            | Город районного подчинения  | Столинский    |
| Белоушский        | Сельсовет                   | Столинский    |
| Бережновский      | Сельсовет                   | Столинский    |
| Большемалешевский | Сельсовет                   | Столинский    |
| Велемичский       | Сельсовет                   | Столинский    |
| Видиборский       | Сельсовет                   | Столинский    |
| Глинковский       | Сельсовет                   | Столинский    |
| Городнянский      | Сельсовет                   | Столинский    |
| Лядецкий          | Сельсовет                   | Столинский    |
| Маньковичский     | Сельсовет                   | Столинский    |
| Ольшанский        | Сельсовет                   | Столинский    |
| Плотницкий        | Сельсовет                   | Столинский    |
| Радчицкий         | Сельсовет                   | Столинский    |
| Ремельский        | Сельсовет                   | Столинский    |
| Речицкий          | Сельсовет                   | Столинский    |
| Рубельский        | Сельсовет                   | Столинский    |
| Рухчанский        | Сельсовет                   | Столинский    |
| Стружский         | Сельсовет                   | Столинский    |
| Федорский         | Сельсовет                   | Столинский    |
| Хоромский         | Сельсовет                   | Столинский    |

| Первичная АТЕ/ТЕ | Категория                   | Базовая АТЕ    |
| ---------------- | --------------------------- | -------------- |
| Бешенковичи      | Городской посёлок           | Бешенковичский |
| Бешенковичский   | Сельсовет                   | Бешенковичский |
| Бочейковский     | Сельсовет                   | Бешенковичский |
| Верхнекривинский | Сельсовет                   | Бешенковичский |
| Верховский       | Сельсовет                   | Бешенковичский |
| Островенский     | Сельсовет                   | Бешенковичский |
| Соржицкий        | Сельсовет                   | Бешенковичский |
| Улльский         | Сельсовет                   | Бешенковичский |
| Браслав          | Город районного подчинения  | Браславский    |
| Ахремовецкий     | Сельсовет                   | Браславский    |
| Видзовский       | Сельсовет                   | Браславский    |
| Далёковский      | Сельсовет                   | Браславский    |
| Друевский        | Сельсовет                   | Браславский    |
| Межанский        | Сельсовет                   | Браславский    |
| Опсовский        | Сельсовет                   | Браславский    |
| Плюсский         | Сельсовет                   | Браславский    |
| Слободковский    | Сельсовет                   | Браславский    |
| Тетерковский     | Сельсовет                   | Браславский    |
| Верхнедвинск     | Город районного подчинения  | Верхнедвинский |
| Бельковщинский   | Сельсовет                   | Верхнедвинский |
| Бигосовский      | Сельсовет                   | Верхнедвинский |
| Борковичский     | Сельсовет                   | Верхнедвинский |
| Волынецкий       | Сельсовет                   | Верхнедвинский |
| Дёрновичский     | Сельсовет                   | Верхнедвинский |
| Кохановичский    | Сельсовет                   | Верхнедвинский |
| Освейский        | Сельсовет                   | Верхнедвинский |
| Сарьянский       | Сельсовет                   | Верхнедвинский |
| Шайтеровский     | Сельсовет                   | Верхнедвинский |
| Витебск          | Город областного подчинения | Витебск        |
| Бабиничский      | Сельсовет                   | Витебский      |
| Вороновский      | Сельсовет                   | Витебский      |
| Вымнянский       | Сельсовет                   | Витебский      |
| Задубровский     | Сельсовет                   | Витебский      |
| Запольский       | Сельсовет                   | Витебский      |
| Зароновский      | Сельсовет                   | Витебский      |
| Куринский        | Сельсовет                   | Витебский      |
| Летчанский       | Сельсовет                   | Витебский      |
| Мазоловский      | Сельсовет                   | Витебский      |
| Новкинский       | Сельсовет                   | Витебский      |
| Октябрьский      | Сельсовет                   | Витебский      |
| Суражский        | Сельсовет                   | Витебский      |
| Туловский        | Сельсовет                   | Витебский      |
| Шапечинский      | Сельсовет                   | Витебский      |
| Яновичский       | Сельсовет                   | Витебский      |
| Глубокое         | Город районного подчинения  | Глубокский     |
| Голубичский      | Сельсовет                   | Глубокский     |
| Залесский        | Сельсовет                   | Глубокский     |
| Зябковский       | Сельсовет                   | Глубокский     |
| Коробовский      | Сельсовет                   | Глубокский     |
| Ломашевский      | Сельсовет                   | Глубокский     |
| Обрубский        | Сельсовет                   | Глубокский     |
| Озерецкий        | Сельсовет                   | Глубокский     |
| Плисский         | Сельсовет                   | Глубокский     |
| Подсвильский     | Сельсовет                   | Глубокский     |
| Прозорокский     | Сельсовет                   | Глубокский     |
| Псуевский        | Сельсовет                   | Глубокский     |
| Уделовский       | Сельсовет                   | Глубокский     |
| Узречский        | Сельсовет                   | Глубокский     |
| Городок          | Город районного подчинения  | Городокский    |
| Бычихинский      | Сельсовет                   | Городокский    |
| Вайханский       | Сельсовет                   | Городокский    |
| Вировлянский     | Сельсовет                   | Городокский    |
| Долгопольский    | Сельсовет                   | Городокский    |
| Езерищенский     | Сельсовет                   | Городокский    |
| Межанский        | Сельсовет                   | Городокский    |
| Пальминский      | Сельсовет                   | Городокский    |
| Первомайский     | Сельсовет                   | Городокский    |
| Стодолищенский   | Сельсовет                   | Городокский    |
| Докшицы          | Город районного подчинения  | Докшицкий      |
| Бегомльский      | Сельсовет                   | Докшицкий      |
| Березинский      | Сельсовет                   | Докшицкий      |
| Берёзковский     | Сельсовет                   | Докшицкий      |
| Волколатский     | Сельсовет                   | Докшицкий      |
| Докшицкий        | Сельсовет                   | Докшицкий      |
| Крипульский      | Сельсовет                   | Докшицкий      |
| Крулевщинский    | Сельсовет                   | Докшицкий      |
| Парафьяновский   | Сельсовет                   | Докшицкий      |
| Порплищенский    | Сельсовет                   | Докшицкий      |
| Ситцевский       | Сельсовет                   | Докшицкий      |
| Тумиловичский    | Сельсовет                   | Докшицкий      |
| Дубровно         | Город районного подчинения  | Дубровенский   |
| Волевковский     | Сельсовет                   | Дубровенский   |
| Добрынский       | Сельсовет                   | Дубровенский   |
| Зарубский        | Сельсовет                   | Дубровенский   |
| Малобаховский    | Сельсовет                   | Дубровенский   |
| Малосавинский    | Сельсовет                   | Дубровенский   |
| Осинторфский     | Сельсовет                   | Дубровенский   |
| Пироговский      | Сельсовет                   | Дубровенский   |
| Лепель           | Город районного подчинения  | Лепельский     |
| Бобровский       | Сельсовет                   | Лепельский     |
| Боровский        | Сельсовет                   | Лепельский     |
| Волосовичский    | Сельсовет                   | Лепельский     |
| Горский          | Сельсовет                   | Лепельский     |
| Домжерицкий      | Сельсовет                   | Лепельский     |
| Каменский        | Сельсовет                   | Лепельский     |
| Лепельский       | Сельсовет                   | Лепельский     |
| Слободской       | Сельсовет                   | Лепельский     |
| Стайский         | Сельсовет                   | Лепельский     |
| Лиозно           | Городской посёлок           | Лиозненский    |
| Бабиновичский    | Сельсовет                   | Лиозненский    |
| Велешковичский   | Сельсовет                   | Лиозненский    |
| Добромыслинский  | Сельсовет                   | Лиозненский    |
| Крынковский      | Сельсовет                   | Лиозненский    |
| Лиозненский      | Сельсовет                   | Лиозненский    |
| Яськовщинский    | Сельсовет                   | Лиозненский    |
| Дисна            | Город районного подчинения  | Миорский       |
| Миоры            | Город районного подчинения  | Миорский       |
| Заутьевский      | Сельсовет                   | Миорский       |
| Миорский         | Сельсовет                   | Миорский       |
| Николаёвский     | Сельсовет                   | Миорский       |
| Новопогостский   | Сельсовет                   | Миорский       |
| Перебродский     | Сельсовет                   | Миорский       |
| Повятский        | Сельсовет                   | Миорский       |
| Турковский       | Сельсовет                   | Миорский       |
| Узмёнский        | Сельсовет                   | Миорский       |
| Язненский        | Сельсовет                   | Миорский       |
| Новополоцк       | Город областного подчинения | Новополоцк     |
| Барань           | Город районного подчинения  | Оршанский      |
| Орша             | Город районного подчинения  | Оршанский      |
| Болбасово        | Городской посёлок           | Оршанский      |
| Копысь           | Городской посёлок           | Оршанский      |
| Андреевщинский   | Сельсовет                   | Оршанский      |
| Бабиничский      | Сельсовет                   | Оршанский      |
| Борздовский      | Сельсовет                   | Оршанский      |
| Высоковский      | Сельсовет                   | Оршанский      |
| Заболотский      | Сельсовет                   | Оршанский      |
| Задровьевский    | Сельсовет                   | Оршанский      |
| Зубовский        | Сельсовет                   | Оршанский      |
| Зубревичский     | Сельсовет                   | Оршанский      |
| Крапивенский     | Сельсовет                   | Оршанский      |
| Межевский        | Сельсовет                   | Оршанский      |
| Ореховский       | Сельсовет                   | Оршанский      |
| Пищаловский      | Сельсовет                   | Оршанский      |
| Смольянский      | Сельсовет                   | Оршанский      |
| Устенский        | Сельсовет                   | Оршанский      |
| Полоцк           | Город районного подчинения  | Полоцкий       |
| Азинский         | Сельсовет                   | Полоцкий       |
| Бабыничский      | Сельсовет                   | Полоцкий       |
| Боровухский      | Сельсовет                   | Полоцкий       |
| Ветринский       | Сельсовет                   | Полоцкий       |
| Вороничский      | Сельсовет                   | Полоцкий       |
| Гомельский       | Сельсовет                   | Полоцкий       |
| Горянский        | Сельсовет                   | Полоцкий       |
| Зелёнковский     | Сельсовет                   | Полоцкий       |
| Малоситнянский   | Сельсовет                   | Полоцкий       |
| Островщинский    | Сельсовет                   | Полоцкий       |
| Полотовский      | Сельсовет                   | Полоцкий       |
| Солоникский      | Сельсовет                   | Полоцкий       |
| Фариновский      | Сельсовет                   | Полоцкий       |
| Экиманский       | Сельсовет                   | Полоцкий       |
| Поставы          | Город районного подчинения  | Поставский     |
| Воропаевский     | Сельсовет                   | Поставский     |
| Дуниловичский    | Сельсовет                   | Поставский     |
| Камайский        | Сельсовет                   | Поставский     |
| Козловщинский    | Сельсовет                   | Поставский     |
| Куропольский     | Сельсовет                   | Поставский     |
| Лынтупский       | Сельсовет                   | Поставский     |
| Новосёлковский   | Сельсовет                   | Поставский     |
| Юньковский       | Сельсовет                   | Поставский     |
| Россоны          | Городской посёлок           | Россонский     |
| Альбрехтовский   | Сельсовет                   | Россонский     |
| Горбачевский     | Сельсовет                   | Россонский     |
| Клястицкий       | Сельсовет                   | Россонский     |
| Краснопольский   | Сельсовет                   | Россонский     |
| Соколищенский    | Сельсовет                   | Россонский     |
| Янковичский      | Сельсовет                   | Россонский     |
| Сенно            | Город районного подчинения  | Сенненский     |
| Белицкий         | Сельсовет                   | Сенненский     |
| Богдановский     | Сельсовет                   | Сенненский     |
| Богушевский      | Сельсовет                   | Сенненский     |
| Коковчинский     | Сельсовет                   | Сенненский     |
| Мошканский       | Сельсовет                   | Сенненский     |
| Немойтовский     | Сельсовет                   | Сенненский     |
| Студёнковский    | Сельсовет                   | Сенненский     |
| Ходцевский       | Сельсовет                   | Сенненский     |
| Толочин          | Город районного подчинения  | Толочинский    |
| Волковичский     | Сельсовет                   | Толочинский    |
| Волосовский      | Сельсовет                   | Толочинский    |
| Кохановский      | Сельсовет                   | Толочинский    |
| Оболецкий        | Сельсовет                   | Толочинский    |
| Серковицкий      | Сельсовет                   | Толочинский    |
| Славновский      | Сельсовет                   | Толочинский    |
| Толочинский      | Сельсовет                   | Толочинский    |
| Ушачи            | Городской посёлок           | Ушачский       |
| Великодолецкий   | Сельсовет                   | Ушачский       |
| Веркудский       | Сельсовет                   | Ушачский       |
| Глыбоченский     | Сельсовет                   | Ушачский       |
| Жарский          | Сельсовет                   | Ушачский       |
| Кубличский       | Сельсовет                   | Ушачский       |
| Сорочинский      | Сельсовет                   | Ушачский       |
| Ушачский         | Сельсовет                   | Ушачский       |
| Новолукомль      | Город районного подчинения  | Чашникский     |
| Чашники          | Город районного подчинения  | Чашникский     |
| Иванский         | Сельсовет                   | Чашникский     |
| Краснолукский    | Сельсовет                   | Чашникский     |
| Круглицкий       | Сельсовет                   | Чашникский     |
| Лукомльский      | Сельсовет                   | Чашникский     |
| Новозарянский    | Сельсовет                   | Чашникский     |
| Ольшанский       | Сельсовет                   | Чашникский     |
| Проземлянский    | Сельсовет                   | Чашникский     |
| Шарковщина       | Городской посёлок           | Шарковщинский  |
| Бильдюгский      | Сельсовет                   | Шарковщинский  |
| Германовичский   | Сельсовет                   | Шарковщинский  |
| Иодский          | Сельсовет                   | Шарковщинский  |
| Лужковский       | Сельсовет                   | Шарковщинский  |
| Радюковский      | Сельсовет                   | Шарковщинский  |
| Станиславовский  | Сельсовет                   | Шарковщинский  |
| Шумилино         | Городской посёлок           | Шумилинский    |
| Добейский        | Сельсовет                   | Шумилинский    |
| Ковляковский     | Сельсовет                   | Шумилинский    |
| Ловжанский       | Сельсовет                   | Шумилинский    |
| Мишневичский     | Сельсовет                   | Шумилинский    |
| Николаевский     | Сельсовет                   | Шумилинский    |
| Обольский        | Сельсовет                   | Шумилинский    |
| Светлосельский   | Сельсовет                   | Шумилинский    |
| Сиротинский      | Сельсовет                   | Шумилинский    |

| Первичная АТЕ/ТЕ     | Категория                   | Базовая АТЕ      |
| -------------------- | --------------------------- | ---------------- |
| Брагин               | Городской посёлок           | Брагинский       |
| Бурковский           | Сельсовет                   | Брагинский       |
| Комаринский          | Сельсовет                   | Брагинский       |
| Малейковский         | Сельсовет                   | Брагинский       |
| Маложинский          | Сельсовет                   | Брагинский       |
| Новоиолченский       | Сельсовет                   | Брагинский       |
| Угловский            | Сельсовет                   | Брагинский       |
| Чемерисский          | Сельсовет                   | Брагинский       |
| Буда-Кошёлево        | Город районного подчинения  | Буда-Кошелёвский |
| Губичский            | Сельсовет                   | Буда-Кошелёвский |
| Гусевицкий           | Сельсовет                   | Буда-Кошелёвский |
| Коммунаровский       | Сельсовет                   | Буда-Кошелёвский |
| Кошелёвский          | Сельсовет                   | Буда-Кошелёвский |
| Кривский             | Сельсовет                   | Буда-Кошелёвский |
| Липиничский          | Сельсовет                   | Буда-Кошелёвский |
| Морозовичский        | Сельсовет                   | Буда-Кошелёвский |
| Николаевский         | Сельсовет                   | Буда-Кошелёвский |
| Октябрьский          | Сельсовет                   | Буда-Кошелёвский |
| Потаповский          | Сельсовет                   | Буда-Кошелёвский |
| Рогинский            | Сельсовет                   | Буда-Кошелёвский |
| Уваровичский         | Сельсовет                   | Буда-Кошелёвский |
| Узовский             | Сельсовет                   | Буда-Кошелёвский |
| Чеботовичский        | Сельсовет                   | Буда-Кошелёвский |
| Широковский          | Сельсовет                   | Буда-Кошелёвский |
| Ветка                | Город районного подчинения  | Ветковский       |
| Великонемковский     | Сельсовет                   | Ветковский       |
| Даниловичский        | Сельсовет                   | Ветковский       |
| Неглюбский           | Сельсовет                   | Ветковский       |
| Приснянский          | Сельсовет                   | Ветковский       |
| Радужский            | Сельсовет                   | Ветковский       |
| Светиловичский       | Сельсовет                   | Ветковский       |
| Столбунский          | Сельсовет                   | Ветковский       |
| Хальчанский          | Сельсовет                   | Ветковский       |
| Гомель               | Город областного подчинения | Гомель           |
| Азделинский          | Сельсовет                   | Гомельский       |
| Бобовичский          | Сельсовет                   | Гомельский       |
| Большевистский       | Сельсовет                   | Гомельский       |
| Грабовский           | Сельсовет                   | Гомельский       |
| Долголесский         | Сельсовет                   | Гомельский       |
| Ерёминский           | Сельсовет                   | Гомельский       |
| Зябровский           | Сельсовет                   | Гомельский       |
| Красненский          | Сельсовет                   | Гомельский       |
| Марковичский         | Сельсовет                   | Гомельский       |
| Поколюбичский        | Сельсовет                   | Гомельский       |
| Приборский           | Сельсовет                   | Гомельский       |
| Прибытковский        | Сельсовет                   | Гомельский       |
| Руднемаримоновский   | Сельсовет                   | Гомельский       |
| Тереничский          | Сельсовет                   | Гомельский       |
| Терешковичский       | Сельсовет                   | Гомельский       |
| Терюхский            | Сельсовет                   | Гомельский       |
| Улуковский           | Сельсовет                   | Гомельский       |
| Урицкий              | Сельсовет                   | Гомельский       |
| Черетянский          | Сельсовет                   | Гомельский       |
| Чёнковский           | Сельсовет                   | Гомельский       |
| Шарпиловский         | Сельсовет                   | Гомельский       |
| Добруш               | Город районного подчинения  | Добрушский       |
| Борщовский           | Сельсовет                   | Добрушский       |
| Жгунский             | Сельсовет                   | Добрушский       |
| Иваковский           | Сельсовет                   | Добрушский       |
| Кормянский           | Сельсовет                   | Добрушский       |
| Круговец-Калининский | Сельсовет                   | Добрушский       |
| Крупецкий            | Сельсовет                   | Добрушский       |
| Ленинский            | Сельсовет                   | Добрушский       |
| Носовичский          | Сельсовет                   | Добрушский       |
| Переростовский       | Сельсовет                   | Добрушский       |
| Рассветовский        | Сельсовет                   | Добрушский       |
| Тереховский          | Сельсовет                   | Добрушский       |
| Усохо-Будский        | Сельсовет                   | Добрушский       |
| Утевский             | Сельсовет                   | Добрушский       |
| Ельск                | Город районного подчинения  | Ельский          |
| Валавский            | Сельсовет                   | Ельский          |
| Добрынский           | Сельсовет                   | Ельский          |
| Засинцевский         | Сельсовет                   | Ельский          |
| Кочищанский          | Сельсовет                   | Ельский          |
| Ремезовский          | Сельсовет                   | Ельский          |
| Скороднянский        | Сельсовет                   | Ельский          |
| Старовысоковский     | Сельсовет                   | Ельский          |
| Житковичи            | Город районного подчинения  | Житковичский     |
| Туров                | Город районного подчинения  | Житковичский     |
| Вересницкий          | Сельсовет                   | Житковичский     |
| Ленинский            | Сельсовет                   | Житковичский     |
| Люденевичский        | Сельсовет                   | Житковичский     |
| Милевичский          | Сельсовет                   | Житковичский     |
| Морохоровский        | Сельсовет                   | Житковичский     |
| Озеранский           | Сельсовет                   | Житковичский     |
| Ричёвский            | Сельсовет                   | Житковичский     |
| Руднянский           | Сельсовет                   | Житковичский     |
| Червоненский         | Сельсовет                   | Житковичский     |
| Юркевичский          | Сельсовет                   | Житковичский     |
| Жлобин               | Город районного подчинения  | Жлобинский       |
| Доброгощанский       | Сельсовет                   | Жлобинский       |
| Кировский            | Сельсовет                   | Жлобинский       |
| Коротковичский       | Сельсовет                   | Жлобинский       |
| Краснобережский      | Сельсовет                   | Жлобинский       |
| Лукский              | Сельсовет                   | Жлобинский       |
| Майский              | Сельсовет                   | Жлобинский       |
| Малевичский          | Сельсовет                   | Жлобинский       |
| Новомарковичский     | Сельсовет                   | Жлобинский       |
| Октябрьский          | Сельсовет                   | Жлобинский       |
| Папоротнянский       | Сельсовет                   | Жлобинский       |
| Пиревичский          | Сельсовет                   | Жлобинский       |
| Солонский            | Сельсовет                   | Жлобинский       |
| Староруднянский      | Сельсовет                   | Жлобинский       |
| Стрешинский          | Сельсовет                   | Жлобинский       |
| Щедринский           | Сельсовет                   | Жлобинский       |
| Калинковичи          | Город районного подчинения  | Калинковичский   |
| Великоавтюковский    | Сельсовет                   | Калинковичский   |
| Горбовичский         | Сельсовет                   | Калинковичский   |
| Горочичский          | Сельсовет                   | Калинковичский   |
| Домановичский        | Сельсовет                   | Калинковичский   |
| Дудичский            | Сельсовет                   | Калинковичский   |
| Зеленочский          | Сельсовет                   | Калинковичский   |
| Капличский           | Сельсовет                   | Калинковичский   |
| Козловичский         | Сельсовет                   | Калинковичский   |
| Липовский            | Сельсовет                   | Калинковичский   |
| Малоавтюковский      | Сельсовет                   | Калинковичский   |
| Наховский            | Сельсовет                   | Калинковичский   |
| Озаричский           | Сельсовет                   | Калинковичский   |
| Савичский            | Сельсовет                   | Калинковичский   |
| Сыродский            | Сельсовет                   | Калинковичский   |
| Чкаловский           | Сельсовет                   | Калинковичский   |
| Шиичский             | Сельсовет                   | Калинковичский   |
| Юровичский           | Сельсовет                   | Калинковичский   |
| Якимовичский         | Сельсовет                   | Калинковичский   |
| Корма                | Городской посёлок           | Кормянский       |
| Барсуковский         | Сельсовет                   | Кормянский       |
| Боровобудский        | Сельсовет                   | Кормянский       |
| Ворновский           | Сельсовет                   | Кормянский       |
| Коротьковский        | Сельсовет                   | Кормянский       |
| Литвиновичский       | Сельсовет                   | Кормянский       |
| Лужковский           | Сельсовет                   | Кормянский       |
| Староградский        | Сельсовет                   | Кормянский       |
| Лельчицы             | Городской посёлок           | Лельчицкий       |
| Боровской            | Сельсовет                   | Лельчицкий       |
| Буйновичский         | Сельсовет                   | Лельчицкий       |
| Букчанский           | Сельсовет                   | Лельчицкий       |
| Глушковичский        | Сельсовет                   | Лельчицкий       |
| Дзержинский          | Сельсовет                   | Лельчицкий       |
| Дубровский           | Сельсовет                   | Лельчицкий       |
| Лельчицкий           | Сельсовет                   | Лельчицкий       |
| Милошевичский        | Сельсовет                   | Лельчицкий       |
| Симоничский          | Сельсовет                   | Лельчицкий       |
| Стодоличский         | Сельсовет                   | Лельчицкий       |
| Тонежский            | Сельсовет                   | Лельчицкий       |
| Ударненский          | Сельсовет                   | Лельчицкий       |
| Лоев                 | Городской посёлок           | Лоевский         |
| Бывальковский        | Сельсовет                   | Лоевский         |
| Карповский           | Сельсовет                   | Лоевский         |
| Колпенский           | Сельсовет                   | Лоевский         |
| Малиновский          | Сельсовет                   | Лоевский         |
| Ручаевский           | Сельсовет                   | Лоевский         |
| Страдубский          | Сельсовет                   | Лоевский         |
| Уборковский          | Сельсовет                   | Лоевский         |
| Мозырь               | Город районного подчинения  | Мозырский        |
| Барбаровский         | Сельсовет                   | Мозырский        |
| Каменский            | Сельсовет                   | Мозырский        |
| Козенский            | Сельсовет                   | Мозырский        |
| Криничный            | Сельсовет                   | Мозырский        |
| Махновичский         | Сельсовет                   | Мозырский        |
| Михалковский         | Сельсовет                   | Мозырский        |
| Осовецкий            | Сельсовет                   | Мозырский        |
| Прудковский          | Сельсовет                   | Мозырский        |
| Скрыгаловский        | Сельсовет                   | Мозырский        |
| Слободской           | Сельсовет                   | Мозырский        |
| Наровля              | Город районного подчинения  | Наровлянский     |
| Вербовичский         | Сельсовет                   | Наровлянский     |
| Головчицкий          | Сельсовет                   | Наровлянский     |
| Кировский            | Сельсовет                   | Наровлянский     |
| Наровлянский         | Сельсовет                   | Наровлянский     |
| Октябрьский          | Городской посёлок           | Октябрьский      |
| Волосовичский        | Сельсовет                   | Октябрьский      |
| Краснослободский     | Сельсовет                   | Октябрьский      |
| Ломовичский          | Сельсовет                   | Октябрьский      |
| Любанский            | Сельсовет                   | Октябрьский      |
| Октябрьский          | Сельсовет                   | Октябрьский      |
| Поречский            | Сельсовет                   | Октябрьский      |
| Протасовский         | Сельсовет                   | Октябрьский      |
| Петриков             | Город районного подчинения  | Петриковский     |
| Бабуничский          | Сельсовет                   | Петриковский     |
| Голубицкий           | Сельсовет                   | Петриковский     |
| Грабовский           | Сельсовет                   | Петриковский     |
| Колковский           | Сельсовет                   | Петриковский     |
| Комаровичский        | Сельсовет                   | Петриковский     |
| Конковичский         | Сельсовет                   | Петриковский     |
| Копаткевичский       | Сельсовет                   | Петриковский     |
| Копцевичский         | Сельсовет                   | Петриковский     |
| Лучицкий             | Сельсовет                   | Петриковский     |
| Лясковичский         | Сельсовет                   | Петриковский     |
| Муляровский          | Сельсовет                   | Петриковский     |
| Мышанский            | Сельсовет                   | Петриковский     |
| Новосёлковский       | Сельсовет                   | Петриковский     |
| Петриковский         | Сельсовет                   | Петриковский     |
| Птичский             | Сельсовет                   | Петриковский     |
| Челющевичский        | Сельсовет                   | Петриковский     |
| Василевичи           | Город районного подчинения  | Речицкий         |
| Речица               | Город районного подчинения  | Речицкий         |
| Заречье              | Городской посёлок           | Речицкий         |
| Бабичский            | Сельсовет                   | Речицкий         |
| Белоболотский        | Сельсовет                   | Речицкий         |
| Борщёвский           | Сельсовет                   | Речицкий         |
| Вышемирский          | Сельсовет                   | Речицкий         |
| Глыбовский           | Сельсовет                   | Речицкий         |
| Жмуровский           | Сельсовет                   | Речицкий         |
| Заспенский           | Сельсовет                   | Речицкий         |
| Заходовский          | Сельсовет                   | Речицкий         |
| Защёбьевский         | Сельсовет                   | Речицкий         |
| Комсомольский        | Сельсовет                   | Речицкий         |
| Короватичский        | Сельсовет                   | Речицкий         |
| Лисковский           | Сельсовет                   | Речицкий         |
| Озерщинский          | Сельсовет                   | Речицкий         |
| Пересвятовский       | Сельсовет                   | Речицкий         |
| Ровенскослободский   | Сельсовет                   | Речицкий         |
| Солтановский         | Сельсовет                   | Речицкий         |
| Холмечский           | Сельсовет                   | Речицкий         |
| Рогачёв              | Город районного подчинения  | Рогачёвский      |
| Болотнянский         | Сельсовет                   | Рогачёвский      |
| Гадиловичский        | Сельсовет                   | Рогачёвский      |
| Городецкий           | Сельсовет                   | Рогачёвский      |
| Дворецкий            | Сельсовет                   | Рогачёвский      |
| Довский              | Сельсовет                   | Рогачёвский      |
| Журавичский          | Сельсовет                   | Рогачёвский      |
| Заболотский          | Сельсовет                   | Рогачёвский      |
| Запольский           | Сельсовет                   | Рогачёвский      |
| Зборовский           | Сельсовет                   | Рогачёвский      |
| Звонецкий            | Сельсовет                   | Рогачёвский      |
| Кистеневский         | Сельсовет                   | Рогачёвский      |
| Курганский           | Сельсовет                   | Рогачёвский      |
| Озеранский           | Сельсовет                   | Рогачёвский      |
| Поболовский          | Сельсовет                   | Рогачёвский      |
| Старосельский        | Сельсовет                   | Рогачёвский      |
| Столпнянский         | Сельсовет                   | Рогачёвский      |
| Тихиничский          | Сельсовет                   | Рогачёвский      |
| Светлогорск          | Город районного подчинения  | Светлогорский    |
| Боровиковский        | Сельсовет                   | Светлогорский    |
| Давыдовский          | Сельсовет                   | Светлогорский    |
| Красновский          | Сельсовет                   | Светлогорский    |
| Николаевский         | Сельсовет                   | Светлогорский    |
| Осташковичский       | Сельсовет                   | Светлогорский    |
| Паричский            | Сельсовет                   | Светлогорский    |
| Сосновоборский       | Сельсовет                   | Светлогорский    |
| Чирковичский         | Сельсовет                   | Светлогорский    |
| Хойники              | Город районного подчинения  | Хойникский       |
| Алексичский          | Сельсовет                   | Хойникский       |
| Борисовщинский       | Сельсовет                   | Хойникский       |
| Великоборский        | Сельсовет                   | Хойникский       |
| Поселичский          | Сельсовет                   | Хойникский       |
| Стреличевский        | Сельсовет                   | Хойникский       |
| Судковский           | Сельсовет                   | Хойникский       |
| Чечерск              | Город районного подчинения  | Чечерский        |
| Залесский            | Сельсовет                   | Чечерский        |
| Ленинский            | Сельсовет                   | Чечерский        |
| Меркуловичский       | Сельсовет                   | Чечерский        |
| Нисимковичский       | Сельсовет                   | Чечерский        |
| Оторский             | Сельсовет                   | Чечерский        |
| Полесский            | Сельсовет                   | Чечерский        |
| Ровковичский         | Сельсовет                   | Чечерский        |

| Первичная АТЕ/ТЕ     | Категория                   | Базовая АТЕ   |
| -------------------- | --------------------------- | ------------- |
| Большая Берестовица  | Городской посёлок           | Берестовицкий |
| Берестовицкий        | Сельсовет                   | Берестовицкий |
| Конюховский          | Сельсовет                   | Берестовицкий |
| Малоберестовицкий    | Сельсовет                   | Берестовицкий |
| Олекшицкий           | Сельсовет                   | Берестовицкий |
| Пограничный          | Сельсовет                   | Берестовицкий |
| Эйсмонтовский        | Сельсовет                   | Берестовицкий |
| Волковыск            | Город районного подчинения  | Волковысский  |
| Верейковский         | Сельсовет                   | Волковысский  |
| Волковысский         | Сельсовет                   | Волковысский  |
| Волповский           | Сельсовет                   | Волковысский  |
| Гнезновский          | Сельсовет                   | Волковысский  |
| Изабелинский         | Сельсовет                   | Волковысский  |
| Красносельский       | Сельсовет                   | Волковысский  |
| Подоросский          | Сельсовет                   | Волковысский  |
| Росский              | Сельсовет                   | Волковысский  |
| Субочский            | Сельсовет                   | Волковысский  |
| Шиловичский          | Сельсовет                   | Волковысский  |
| Вороново             | Городской посёлок           | Вороновский   |
| Бастунский           | Сельсовет                   | Вороновский   |
| Беняконский          | Сельсовет                   | Вороновский   |
| Больтишский          | Сельсовет                   | Вороновский   |
| Гирковский           | Сельсовет                   | Вороновский   |
| Дотишский            | Сельсовет                   | Вороновский   |
| Жирмунский           | Сельсовет                   | Вороновский   |
| Заболотский          | Сельсовет                   | Вороновский   |
| Конвелишский         | Сельсовет                   | Вороновский   |
| Мисевичский          | Сельсовет                   | Вороновский   |
| Переганцевский       | Сельсовет                   | Вороновский   |
| Погородненский       | Сельсовет                   | Вороновский   |
| Радунский            | Сельсовет                   | Вороновский   |
| Скидель              | Город районного подчинения  | Гродненский   |
| Вертелишковский      | Сельсовет                   | Гродненский   |
| Гожский              | Сельсовет                   | Гродненский   |
| Индурский            | Сельсовет                   | Гродненский   |
| Квасовский           | Сельсовет                   | Гродненский   |
| Коптёвский           | Сельсовет                   | Гродненский   |
| Обуховский           | Сельсовет                   | Гродненский   |
| Одельский            | Сельсовет                   | Гродненский   |
| Озёрский             | Сельсовет                   | Гродненский   |
| Подлабенский         | Сельсовет                   | Гродненский   |
| Поречский            | Сельсовет                   | Гродненский   |
| Путришковский        | Сельсовет                   | Гродненский   |
| Скидельский          | Сельсовет                   | Гродненский   |
| Сопоцкинский         | Сельсовет                   | Гродненский   |
| Гродно               | Город областного подчинения | Гродно        |
| Дятлово              | Город районного подчинения  | Дятловский    |
| Вензовецкий          | Сельсовет                   | Дятловский    |
| Войневичский         | Сельсовет                   | Дятловский    |
| Даниловичский        | Сельсовет                   | Дятловский    |
| Дворецкий            | Сельсовет                   | Дятловский    |
| Дятловский           | Сельсовет                   | Дятловский    |
| Жуковщинский         | Сельсовет                   | Дятловский    |
| Козловщинский        | Сельсовет                   | Дятловский    |
| Новоельнянский       | Сельсовет                   | Дятловский    |
| Поречский            | Сельсовет                   | Дятловский    |
| Зельва               | Городской посёлок           | Зельвенский   |
| Голынковский         | Сельсовет                   | Зельвенский   |
| Деречинский          | Сельсовет                   | Зельвенский   |
| Доброселецкий        | Сельсовет                   | Зельвенский   |
| Зельвенский          | Сельсовет                   | Зельвенский   |
| Каролинский          | Сельсовет                   | Зельвенский   |
| Кремяницкий          | Сельсовет                   | Зельвенский   |
| Сынковичский         | Сельсовет                   | Зельвенский   |
| Ивье                 | Город районного подчинения  | Ивьевский     |
| Бакштовский          | Сельсовет                   | Ивьевский     |
| Геранёнский          | Сельсовет                   | Ивьевский     |
| Ивьевский            | Сельсовет                   | Ивьевский     |
| Лаздунский           | Сельсовет                   | Ивьевский     |
| Лелюкинский          | Сельсовет                   | Ивьевский     |
| Липнишковский        | Сельсовет                   | Ивьевский     |
| Субботникский        | Сельсовет                   | Ивьевский     |
| Трабский             | Сельсовет                   | Ивьевский     |
| Эйгердовский         | Сельсовет                   | Ивьевский     |
| Юратишковский        | Сельсовет                   | Ивьевский     |
| Кореличи             | Городской посёлок           | Кореличский   |
| Еремичский           | Сельсовет                   | Кореличский   |
| Жуховичский          | Сельсовет                   | Кореличский   |
| Красненский          | Сельсовет                   | Кореличский   |
| Лукский              | Сельсовет                   | Кореличский   |
| Малюшичский          | Сельсовет                   | Кореличский   |
| Мирский              | Сельсовет                   | Кореличский   |
| Райцевский           | Сельсовет                   | Кореличский   |
| Турецкий             | Сельсовет                   | Кореличский   |
| Циринский            | Сельсовет                   | Кореличский   |
| Берёзовка            | Город районного подчинения  | Лидский       |
| Лида                 | Город районного подчинения  | Лидский       |
| Белицкий             | Сельсовет                   | Лидский       |
| Ваверский            | Сельсовет                   | Лидский       |
| Гончарский           | Сельсовет                   | Лидский       |
| Дворищанский         | Сельсовет                   | Лидский       |
| Дитвянский           | Сельсовет                   | Лидский       |
| Дубровенский         | Сельсовет                   | Лидский       |
| Можейковский         | Сельсовет                   | Лидский       |
| Тарновский           | Сельсовет                   | Лидский       |
| Третьяковский        | Сельсовет                   | Лидский       |
| Ходоровский          | Сельсовет                   | Лидский       |
| Мосты                | Город районного подчинения  | Мостовский    |
| Гудевичский          | Сельсовет                   | Мостовский    |
| Дубненский           | Сельсовет                   | Мостовский    |
| Куриловичский        | Сельсовет                   | Мостовский    |
| Лунненский           | Сельсовет                   | Мостовский    |
| Мостовский           | Сельсовет                   | Мостовский    |
| Песковский           | Сельсовет                   | Мостовский    |
| Новогрудок           | Город районного подчинения  | Новогрудский  |
| Брольникский         | Сельсовет                   | Новогрудский  |
| Валевский            | Сельсовет                   | Новогрудский  |
| Воробьевичский       | Сельсовет                   | Новогрудский  |
| Вселюбский           | Сельсовет                   | Новогрудский  |
| Кошелевский          | Сельсовет                   | Новогрудский  |
| Ладеникский          | Сельсовет                   | Новогрудский  |
| Любчанский           | Сельсовет                   | Новогрудский  |
| Негневичский         | Сельсовет                   | Новогрудский  |
| Петревичский         | Сельсовет                   | Новогрудский  |
| Щорсовский           | Сельсовет                   | Новогрудский  |
| Островец             | Город районного подчинения  | Островецкий   |
| Ворнянский           | Сельсовет                   | Островецкий   |
| Гервятский           | Сельсовет                   | Островецкий   |
| Гудогайский          | Сельсовет                   | Островецкий   |
| Михалишковский       | Сельсовет                   | Островецкий   |
| Рытанский            | Сельсовет                   | Островецкий   |
| Ошмяны               | Город районного подчинения  | Ошмянский     |
| Борунский            | Сельсовет                   | Ошмянский     |
| Гольшанский          | Сельсовет                   | Ошмянский     |
| Гравжишковский       | Сельсовет                   | Ошмянский     |
| Гродинский           | Сельсовет                   | Ошмянский     |
| Жупранский           | Сельсовет                   | Ошмянский     |
| Каменнологский       | Сельсовет                   | Ошмянский     |
| Кольчунский          | Сельсовет                   | Ошмянский     |
| Крейванцевский       | Сельсовет                   | Ошмянский     |
| Мурованоошмянковский | Сельсовет                   | Ошмянский     |
| Новоселковский       | Сельсовет                   | Ошмянский     |
| Свислочь             | Город районного подчинения  | Свислочский   |
| Вердомичский         | Сельсовет                   | Свислочский   |
| Добровольский        | Сельсовет                   | Свислочский   |
| Незбодичский         | Сельсовет                   | Свислочский   |
| Новодворский         | Сельсовет                   | Свислочский   |
| Порозовский          | Сельсовет                   | Свислочский   |
| Свислочский          | Сельсовет                   | Свислочский   |
| Хоневичский          | Сельсовет                   | Свислочский   |
| Слоним               | Город районного подчинения  | Слонимский    |
| Деревновский         | Сельсовет                   | Слонимский    |
| Деревянчицкий        | Сельсовет                   | Слонимский    |
| Жировичский          | Сельсовет                   | Слонимский    |
| Мижевичский          | Сельсовет                   | Слонимский    |
| Новодевятковичский   | Сельсовет                   | Слонимский    |
| Озгиновичский        | Сельсовет                   | Слонимский    |
| Озерницкий           | Сельсовет                   | Слонимский    |
| Павловский           | Сельсовет                   | Слонимский    |
| Сеньковщинский       | Сельсовет                   | Слонимский    |
| Сморгонь             | Город районного подчинения  | Сморгонский   |
| Вишневский           | Сельсовет                   | Сморгонский   |
| Жодишковский         | Сельсовет                   | Сморгонский   |
| Залесский            | Сельсовет                   | Сморгонский   |
| Коренёвский          | Сельсовет                   | Сморгонский   |
| Кревский             | Сельсовет                   | Сморгонский   |
| Синьковский          | Сельсовет                   | Сморгонский   |
| Сольский             | Сельсовет                   | Сморгонский   |
| Щучин                | Город районного подчинения  | Щучинский     |
| Василишковский       | Сельсовет                   | Щучинский     |
| Дембровский          | Сельсовет                   | Щучинский     |
| Желудокский          | Сельсовет                   | Щучинский     |
| Каменский            | Сельсовет                   | Щучинский     |
| Лядский              | Сельсовет                   | Щучинский     |
| Можейковский         | Сельсовет                   | Щучинский     |
| Орлевский            | Сельсовет                   | Щучинский     |
| Остринский           | Сельсовет                   | Щучинский     |
| Первомайский         | Сельсовет                   | Щучинский     |
| Рожанковский         | Сельсовет                   | Щучинский     |
| Щучинский            | Сельсовет                   | Щучинский     |

| Первичная АТЕ/ТЕ       | Категория                   | Базовая АТЕ    |
| ---------------------- | --------------------------- | -------------- |
| Березино               | Город районного подчинения  | Березинский    |
| Березинский            | Сельсовет                   | Березинский    |
| Богушевичский          | Сельсовет                   | Березинский    |
| Дмитровичский          | Сельсовет                   | Березинский    |
| Капланецкий            | Сельсовет                   | Березинский    |
| Погостский             | Сельсовет                   | Березинский    |
| Поплавский             | Сельсовет                   | Березинский    |
| Борисов                | Город районного подчинения  | Борисовский    |
| Велятичский            | Сельсовет                   | Борисовский    |
| Веселовский            | Сельсовет                   | Борисовский    |
| Гливинский             | Сельсовет                   | Борисовский    |
| Зембинский             | Сельсовет                   | Борисовский    |
| Иканский               | Сельсовет                   | Борисовский    |
| Лошницкий              | Сельсовет                   | Борисовский    |
| Мётченский             | Сельсовет                   | Борисовский    |
| Моисеевщинский         | Сельсовет                   | Борисовский    |
| Мстижский              | Сельсовет                   | Борисовский    |
| Неманицкий             | Сельсовет                   | Борисовский    |
| Пересадский            | Сельсовет                   | Борисовский    |
| Пригородный            | Сельсовет                   | Борисовский    |
| Вилейка                | Город районного подчинения  | Вилейский      |
| Вязынский              | Сельсовет                   | Вилейский      |
| Долгиновский           | Сельсовет                   | Вилейский      |
| Ижский                 | Сельсовет                   | Вилейский      |
| Ильянский              | Сельсовет                   | Вилейский      |
| Кривосельский          | Сельсовет                   | Вилейский      |
| Куренецкий             | Сельсовет                   | Вилейский      |
| Любанский              | Сельсовет                   | Вилейский      |
| Людвиновский           | Сельсовет                   | Вилейский      |
| Нарочанский            | Сельсовет                   | Вилейский      |
| Осиповичский           | Сельсовет                   | Вилейский      |
| Хотенчицкий            | Сельсовет                   | Вилейский      |
| Воложин                | Город районного подчинения  | Воложинский    |
| Ивенец                 | Городской посёлок           | Воложинский    |
| Вишневский             | Сельсовет                   | Воложинский    |
| Воложинский            | Сельсовет                   | Воложинский    |
| Городьковский          | Сельсовет                   | Воложинский    |
| Дорский                | Сельсовет                   | Воложинский    |
| Ивенецкий              | Сельсовет                   | Воложинский    |
| Першайский             | Сельсовет                   | Воложинский    |
| Раковский              | Сельсовет                   | Воложинский    |
| Дзержинск              | Город районного подчинения  | Дзержинский    |
| Фаниполь               | Город районного подчинения  | Дзержинский    |
| Боровской              | Сельсовет                   | Дзержинский    |
| Демидовичский          | Сельсовет                   | Дзержинский    |
| Дзержинский            | Сельсовет                   | Дзержинский    |
| Добринёвский           | Сельсовет                   | Дзержинский    |
| Негорельский           | Сельсовет                   | Дзержинский    |
| Путчинский             | Сельсовет                   | Дзержинский    |
| Станьковский           | Сельсовет                   | Дзержинский    |
| Фанипольский           | Сельсовет                   | Дзержинский    |
| Жодино                 | Город областного подчинения | Жодино         |
| Клецк                  | Город районного подчинения  | Клецкий        |
| Голынковский           | Сельсовет                   | Клецкий        |
| Грицевичский           | Сельсовет                   | Клецкий        |
| Заостровечский         | Сельсовет                   | Клецкий        |
| Зубковский             | Сельсовет                   | Клецкий        |
| Краснозвёздовский      | Сельсовет                   | Клецкий        |
| Кухчицкий              | Сельсовет                   | Клецкий        |
| Морочский              | Сельсовет                   | Клецкий        |
| Синявский              | Сельсовет                   | Клецкий        |
| Щепичский              | Сельсовет                   | Клецкий        |
| Копыль                 | Город районного подчинения  | Копыльский     |
| Блевчицкий             | Сельсовет                   | Копыльский     |
| Бобовнянский           | Сельсовет                   | Копыльский     |
| Бучатинский            | Сельсовет                   | Копыльский     |
| Грозовский             | Сельсовет                   | Копыльский     |
| Докторовичский         | Сельсовет                   | Копыльский     |
| Копыльский             | Сельсовет                   | Копыльский     |
| Потейковский           | Сельсовет                   | Копыльский     |
| Семежевский            | Сельсовет                   | Копыльский     |
| Слобода-Кучинский      | Сельсовет                   | Копыльский     |
| Тимковичский           | Сельсовет                   | Копыльский     |
| Крупки                 | Город районного подчинения  | Крупский       |
| Бобрский               | Сельсовет                   | Крупский       |
| Игрушковский           | Сельсовет                   | Крупский       |
| Крупский               | Сельсовет                   | Крупский       |
| Октябрьский            | Сельсовет                   | Крупский       |
| Ухвальский             | Сельсовет                   | Крупский       |
| Холопеничский          | Сельсовет                   | Крупский       |
| Хотюховский            | Сельсовет                   | Крупский       |
| Логойск                | Город районного подчинения  | Логойский      |
| Беларучский            | Сельсовет                   | Логойский      |
| Гайненский             | Сельсовет                   | Логойский      |
| Задорьевский           | Сельсовет                   | Логойский      |
| Каменский              | Сельсовет                   | Логойский      |
| Крайский               | Сельсовет                   | Логойский      |
| Логойский              | Сельсовет                   | Логойский      |
| Околовский             | Сельсовет                   | Логойский      |
| Октябрьский            | Сельсовет                   | Логойский      |
| Острошицкий            | Сельсовет                   | Логойский      |
| Плещеницкий            | Сельсовет                   | Логойский      |
| Швабский               | Сельсовет                   | Логойский      |
| Янушковичский          | Сельсовет                   | Логойский      |
| Любань                 | Город районного подчинения  | Любанский      |
| Коммунаровский         | Сельсовет                   | Любанский      |
| Малогородятичский      | Сельсовет                   | Любанский      |
| Осовецкий              | Сельсовет                   | Любанский      |
| Реченский              | Сельсовет                   | Любанский      |
| Сорочский              | Сельсовет                   | Любанский      |
| Сосновский             | Сельсовет                   | Любанский      |
| Тальский               | Сельсовет                   | Любанский      |
| Уречский               | Сельсовет                   | Любанский      |
| Юшковичский            | Сельсовет                   | Любанский      |
| Заславль               | Город районного подчинения  | Минский        |
| Мачулищи               | Городской посёлок           | Минский        |
| Боровлянский           | Сельсовет                   | Минский        |
| Горанский              | Сельсовет                   | Минский        |
| Ждановичский           | Сельсовет                   | Минский        |
| Колодищанский          | Сельсовет                   | Минский        |
| Крупицкий              | Сельсовет                   | Минский        |
| Лошанский              | Сельсовет                   | Минский        |
| Луговослободский       | Сельсовет                   | Минский        |
| Михановичский          | Сельсовет                   | Минский        |
| Новодворский           | Сельсовет                   | Минский        |
| Острошицко-Городокский | Сельсовет                   | Минский        |
| Папернянский           | Сельсовет                   | Минский        |
| Петришковский          | Сельсовет                   | Минский        |
| Самохваловичский       | Сельсовет                   | Минский        |
| Сеницкий               | Сельсовет                   | Минский        |
| Хатежинский            | Сельсовет                   | Минский        |
| Шершунский             | Сельсовет                   | Минский        |
| Щомыслицкий            | Сельсовет                   | Минский        |
| Юзуфовский             | Сельсовет                   | Минский        |
| Молодечно              | Город районного подчинения  | Молодечненский |
| Радошковичи            | Городской посёлок           | Молодечненский |
| Городиловский          | Сельсовет                   | Молодечненский |
| Городокский            | Сельсовет                   | Молодечненский |
| Красненский            | Сельсовет                   | Молодечненский |
| Лебедевский            | Сельсовет                   | Молодечненский |
| Марковский             | Сельсовет                   | Молодечненский |
| Мясотский              | Сельсовет                   | Молодечненский |
| Олехновичский          | Сельсовет                   | Молодечненский |
| Полочанский            | Сельсовет                   | Молодечненский |
| Радошковичский         | Сельсовет                   | Молодечненский |
| Тюрлевский             | Сельсовет                   | Молодечненский |
| Хожовский              | Сельсовет                   | Молодечненский |
| Чистинский             | Сельсовет                   | Молодечненский |
| Мядель                 | Город районного подчинения  | Мядельский     |
| Будславский            | Сельсовет                   | Мядельский     |
| Занарочский            | Сельсовет                   | Мядельский     |
| Княгининский           | Сельсовет                   | Мядельский     |
| Кривичский             | Сельсовет                   | Мядельский     |
| Мядельский             | Сельсовет                   | Мядельский     |
| Нарочский              | Сельсовет                   | Мядельский     |
| Сватковский            | Сельсовет                   | Мядельский     |
| Свирский               | Сельсовет                   | Мядельский     |
| Слободской             | Сельсовет                   | Мядельский     |
| Несвиж                 | Город районного подчинения  | Несвижский     |
| Городея                | Городской посёлок           | Несвижский     |
| Городейский            | Сельсовет                   | Несвижский     |
| Козловский             | Сельсовет                   | Несвижский     |
| Ланский                | Сельсовет                   | Несвижский     |
| Липский                | Сельсовет                   | Несвижский     |
| Несвижский             | Сельсовет                   | Несвижский     |
| Сейловичский           | Сельсовет                   | Несвижский     |
| Сновский               | Сельсовет                   | Несвижский     |
| Марьина Горка          | Город районного подчинения  | Пуховичский    |
| Правдинский            | Городской посёлок           | Пуховичский    |
| Блонский               | Сельсовет                   | Пуховичский    |
| Блужский               | Сельсовет                   | Пуховичский    |
| Голоцкий               | Сельсовет                   | Пуховичский    |
| Дубровский             | Сельсовет                   | Пуховичский    |
| Дукорский              | Сельсовет                   | Пуховичский    |
| Новопольский           | Сельсовет                   | Пуховичский    |
| Новосёлковский         | Сельсовет                   | Пуховичский    |
| Пережирский            | Сельсовет                   | Пуховичский    |
| Пуховичский            | Сельсовет                   | Пуховичский    |
| Руденский              | Сельсовет                   | Пуховичский    |
| Свислочский            | Сельсовет                   | Пуховичский    |
| Туринский              | Сельсовет                   | Пуховичский    |
| Шацкий                 | Сельсовет                   | Пуховичский    |
| Слуцк                  | Город районного подчинения  | Слуцкий        |
| Беличский              | Сельсовет                   | Слуцкий        |
| Бокшицкий              | Сельсовет                   | Слуцкий        |
| Весейский              | Сельсовет                   | Слуцкий        |
| Гацуковский            | Сельсовет                   | Слуцкий        |
| Гресский               | Сельсовет                   | Слуцкий        |
| Знаменский             | Сельсовет                   | Слуцкий        |
| Исернский              | Сельсовет                   | Слуцкий        |
| Кировский              | Сельсовет                   | Слуцкий        |
| Козловичский           | Сельсовет                   | Слуцкий        |
| Первомайский           | Сельсовет                   | Слуцкий        |
| Покрашевский           | Сельсовет                   | Слуцкий        |
| Рачковичский           | Сельсовет                   | Слуцкий        |
| Серяжский              | Сельсовет                   | Слуцкий        |
| Сорогский              | Сельсовет                   | Слуцкий        |
| Смолевичи              | Город районного подчинения  | Смолевичский   |
| Драчковский            | Сельсовет                   | Смолевичский   |
| Жодинский              | Сельсовет                   | Смолевичский   |
| Заболотский            | Сельсовет                   | Смолевичский   |
| Зеленоборский          | Сельсовет                   | Смолевичский   |
| Курганский             | Сельсовет                   | Смолевичский   |
| Озерицко-Слободской    | Сельсовет                   | Смолевичский   |
| Пекалинский            | Сельсовет                   | Смолевичский   |
| Плисский               | Сельсовет                   | Смолевичский   |
| Усяжский               | Сельсовет                   | Смолевичский   |
| Солигорск              | Город районного подчинения  | Солигорский    |
| Гоцкий                 | Сельсовет                   | Солигорский    |
| Долговский             | Сельсовет                   | Солигорский    |
| Домановичский          | Сельсовет                   | Солигорский    |
| Зажевичский            | Сельсовет                   | Солигорский    |
| Копацевичский          | Сельсовет                   | Солигорский    |
| Краснодворский         | Сельсовет                   | Солигорский    |
| Краснослободский       | Сельсовет                   | Солигорский    |
| Октябрьский            | Сельсовет                   | Солигорский    |
| Старобинский           | Сельсовет                   | Солигорский    |
| Хоростовский           | Сельсовет                   | Солигорский    |
| Чижевичский            | Сельсовет                   | Солигорский    |
| Старые Дороги          | Город районного подчинения  | Стародорожский |
| Дражновский            | Сельсовет                   | Стародорожский |
| Новодорожский          | Сельсовет                   | Стародорожский |
| Пасекский              | Сельсовет                   | Стародорожский |
| Положевичский          | Сельсовет                   | Стародорожский |
| Стародорожский         | Сельсовет                   | Стародорожский |
| Щитковичский           | Сельсовет                   | Стародорожский |
| Языльский              | Сельсовет                   | Стародорожский |
| Столбцы                | Город районного подчинения  | Столбцовский   |
| Вишневецкий            | Сельсовет                   | Столбцовский   |
| Деревнянский           | Сельсовет                   | Столбцовский   |
| Заямновский            | Сельсовет                   | Столбцовский   |
| Литвенский             | Сельсовет                   | Столбцовский   |
| Миколаевщинский        | Сельсовет                   | Столбцовский   |
| Налибокский            | Сельсовет                   | Столбцовский   |
| Новоколосовский        | Сельсовет                   | Столбцовский   |
| Новосверженский        | Сельсовет                   | Столбцовский   |
| Рубежевичский          | Сельсовет                   | Столбцовский   |
| Старосверженский       | Сельсовет                   | Столбцовский   |
| Шашковский             | Сельсовет                   | Столбцовский   |
| Узда                   | Город районного подчинения  | Узденский      |
| Дещенский              | Сельсовет                   | Узденский      |
| Неманский              | Сельсовет                   | Узденский      |
| Озерский               | Сельсовет                   | Узденский      |
| Слободской             | Сельсовет                   | Узденский      |
| Узденский              | Сельсовет                   | Узденский      |
| Хотлянский             | Сельсовет                   | Узденский      |
| Червень                | Город районного подчинения  | Червенский     |
| Валевачский            | Сельсовет                   | Червенский     |
| Клинокский             | Сельсовет                   | Червенский     |
| Колодежский            | Сельсовет                   | Червенский     |
| Ляденский              | Сельсовет                   | Червенский     |
| Рованичский            | Сельсовет                   | Червенский     |
| Руднянский             | Сельсовет                   | Червенский     |
| Смиловичский           | Сельсовет                   | Червенский     |
| Червенский             | Сельсовет                   | Червенский     |

| Первичная АТЕ/ТЕ   | Категория                   | Базовая АТЕ    |
| ------------------ | --------------------------- | -------------- |
| Белыничи           | Город районного подчинения  | Белыничский    |
| Вишовский          | Сельсовет                   | Белыничский    |
| Головчинский       | Сельсовет                   | Белыничский    |
| Запольский         | Сельсовет                   | Белыничский    |
| Ланьковский        | Сельсовет                   | Белыничский    |
| Лебедянковский     | Сельсовет                   | Белыничский    |
| Мощаницкий         | Сельсовет                   | Белыничский    |
| Техтинский         | Сельсовет                   | Белыничский    |
| Бобруйск           | Город областного подчинения | Бобруйск       |
| Бортниковский      | Сельсовет                   | Бобруйский     |
| Брожский           | Сельсовет                   | Бобруйский     |
| Вишнёвский         | Сельсовет                   | Бобруйский     |
| Воротынский        | Сельсовет                   | Бобруйский     |
| Глушанский         | Сельсовет                   | Бобруйский     |
| Горбацевичский     | Сельсовет                   | Бобруйский     |
| Ковалевский        | Сельсовет                   | Бобруйский     |
| Слободковский      | Сельсовет                   | Бобруйский     |
| Сычковский         | Сельсовет                   | Бобруйский     |
| Телушский          | Сельсовет                   | Бобруйский     |
| Химовский          | Сельсовет                   | Бобруйский     |
| Быхов              | Город районного подчинения  | Быховский      |
| Краснослободский   | Сельсовет                   | Быховский      |
| Лудчицкий          | Сельсовет                   | Быховский      |
| Новобыховский      | Сельсовет                   | Быховский      |
| Обидовичский       | Сельсовет                   | Быховский      |
| Следюковский       | Сельсовет                   | Быховский      |
| Смолицкий          | Сельсовет                   | Быховский      |
| Холстовский        | Сельсовет                   | Быховский      |
| Черноборский       | Сельсовет                   | Быховский      |
| Ямницкий           | Сельсовет                   | Быховский      |
| Глуск              | Городской посёлок           | Глусский       |
| Заволочицкий       | Сельсовет                   | Глусский       |
| Калатичский        | Сельсовет                   | Глусский       |
| Катковский         | Сельсовет                   | Глусский       |
| Козловичский       | Сельсовет                   | Глусский       |
| Славковичский      | Сельсовет                   | Глусский       |
| Хвастовичский      | Сельсовет                   | Глусский       |
| Горки              | Город районного подчинения  | Горецкий       |
| Горский            | Сельсовет                   | Горецкий       |
| Добровский         | Сельсовет                   | Горецкий       |
| Коптевский         | Сельсовет                   | Горецкий       |
| Ленинский          | Сельсовет                   | Горецкий       |
| Маслаковский       | Сельсовет                   | Горецкий       |
| Овсянковский       | Сельсовет                   | Горецкий       |
| Паршинский         | Сельсовет                   | Горецкий       |
| Ректянский         | Сельсовет                   | Горецкий       |
| Савский            | Сельсовет                   | Горецкий       |
| Дрибин             | Городской посёлок           | Дрибинский     |
| Михеевский         | Сельсовет                   | Дрибинский     |
| Первомайский       | Сельсовет                   | Дрибинский     |
| Рясненский         | Сельсовет                   | Дрибинский     |
| Черневский         | Сельсовет                   | Дрибинский     |
| Кировск            | Город районного подчинения  | Кировский      |
| Боровицкий         | Сельсовет                   | Кировский      |
| Добосненский       | Сельсовет                   | Кировский      |
| Любоничский        | Сельсовет                   | Кировский      |
| Мышковичский       | Сельсовет                   | Кировский      |
| Павловичский       | Сельсовет                   | Кировский      |
| Скриплицкий        | Сельсовет                   | Кировский      |
| Стайковский        | Сельсовет                   | Кировский      |
| Климовичи          | Город районного подчинения  | Климовичский   |
| Гусарковский       | Сельсовет                   | Климовичский   |
| Домамеричский      | Сельсовет                   | Климовичский   |
| Киселёво-Будский   | Сельсовет                   | Климовичский   |
| Лобжанский         | Сельсовет                   | Климовичский   |
| Милославичский     | Сельсовет                   | Климовичский   |
| Родненский         | Сельсовет                   | Климовичский   |
| Тимоновский        | Сельсовет                   | Климовичский   |
| Кличев             | Город районного подчинения  | Кличевский     |
| Бацевичский        | Сельсовет                   | Кличевский     |
| Долговский         | Сельсовет                   | Кличевский     |
| Колбчанский        | Сельсовет                   | Кличевский     |
| Несятский          | Сельсовет                   | Кличевский     |
| Потокский          | Сельсовет                   | Кличевский     |
| Костюковичи        | Город районного подчинения  | Костюковичский |
| Белодубровский     | Сельсовет                   | Костюковичский |
| Бороньковский      | Сельсовет                   | Костюковичский |
| Демидовичский      | Сельсовет                   | Костюковичский |
| Забычанский        | Сельсовет                   | Костюковичский |
| Новосамотевичский  | Сельсовет                   | Костюковичский |
| Пролетарский       | Сельсовет                   | Костюковичский |
| Селецкий           | Сельсовет                   | Костюковичский |
| Краснополье        | Городской посёлок           | Краснопольский |
| Горский            | Сельсовет                   | Краснопольский |
| Мхиничский         | Сельсовет                   | Краснопольский |
| Сидоровский        | Сельсовет                   | Краснопольский |
| Турьевской         | Сельсовет                   | Краснопольский |
| Яновский           | Сельсовет                   | Краснопольский |
| Кричев             | Город районного подчинения  | Кричевский     |
| Ботвиновский       | Сельсовет                   | Кричевский     |
| Костюшковичский    | Сельсовет                   | Кричевский     |
| Краснобудский      | Сельсовет                   | Кричевский     |
| Лобковичский       | Сельсовет                   | Кричевский     |
| Молятичский        | Сельсовет                   | Кричевский     |
| Круглое            | Город районного подчинения  | Круглянский    |
| Запрудский         | Сельсовет                   | Круглянский    |
| Комсеничский       | Сельсовет                   | Круглянский    |
| Круглянский        | Сельсовет                   | Круглянский    |
| Тетеринский        | Сельсовет                   | Круглянский    |
| Филатовский        | Сельсовет                   | Круглянский    |
| Могилёв            | Город областного подчинения | Могилёв        |
| Буйничский         | Сельсовет                   | Могилёвский    |
| Вейнянский         | Сельсовет                   | Могилёвский    |
| Вендорожский       | Сельсовет                   | Могилёвский    |
| Дашковский         | Сельсовет                   | Могилёвский    |
| Заводскослободский | Сельсовет                   | Могилёвский    |
| Кадинский          | Сельсовет                   | Могилёвский    |
| Княжицкий          | Сельсовет                   | Могилёвский    |
| Маховский          | Сельсовет                   | Могилёвский    |
| Мостокский         | Сельсовет                   | Могилёвский    |
| Пашковский         | Сельсовет                   | Могилёвский    |
| Подгорьевский      | Сельсовет                   | Могилёвский    |
| Полыковичский      | Сельсовет                   | Могилёвский    |
| Семукачский        | Сельсовет                   | Могилёвский    |
| Сидоровичский      | Сельсовет                   | Могилёвский    |
| Сухаревский        | Сельсовет                   | Могилёвский    |
| Мстиславль         | Город районного подчинения  | Мстиславский   |
| Копачевский        | Сельсовет                   | Мстиславский   |
| Красногорский      | Сельсовет                   | Мстиславский   |
| Мазоловский        | Сельсовет                   | Мстиславский   |
| Мушинский          | Сельсовет                   | Мстиславский   |
| Подсолтовский      | Сельсовет                   | Мстиславский   |
| Ракшинский         | Сельсовет                   | Мстиславский   |
| Сапрыновичский     | Сельсовет                   | Мстиславский   |
| Ходосовский        | Сельсовет                   | Мстиславский   |
| Осиповичи          | Город районного подчинения  | Осиповичский   |
| Вязьевский         | Сельсовет                   | Осиповичский   |
| Гродзянский        | Сельсовет                   | Осиповичский   |
| Дарагановский      | Сельсовет                   | Осиповичский   |
| Дричинский         | Сельсовет                   | Осиповичский   |
| Елизовский         | сельсовет                   | Осиповичский   |
| Лапичский          | Сельсовет                   | Осиповичский   |
| Липенский          | Сельсовет                   | Осиповичский   |
| Протасевичский     | Сельсовет                   | Осиповичский   |
| Свислочский        | Сельсовет                   | Осиповичский   |
| Татарковский       | сельсовет                   | Осиповичский   |
| Ясенский           | Сельсовет                   | Осиповичский   |
| Славгород          | Город районного подчинения  | Славгородский  |
| Васьковичский      | Сельсовет                   | Славгородский  |
| Гиженский          | Сельсовет                   | Славгородский  |
| Кабиногорский      | Сельсовет                   | Славгородский  |
| Лопатичский        | Сельсовет                   | Славгородский  |
| Свенский           | Сельсовет                   | Славгородский  |
| Хотимск            | Городской посёлок           | Хотимский      |
| Берёзковский       | Сельсовет                   | Хотимский      |
| Беседовичский      | Сельсовет                   | Хотимский      |
| Великолиповский    | Сельсовет                   | Хотимский      |
| Забелышинский      | Сельсовет                   | Хотимский      |
| Тростинский        | Сельсовет                   | Хотимский      |
| Чаусы              | Город районного подчинения  | Чаусский       |
| Антоновский        | Сельсовет                   | Чаусский       |
| Войниловский       | Сельсовет                   | Чаусский       |
| Волковичский       | Сельсовет                   | Чаусский       |
| Горбовичский       | Сельсовет                   | Чаусский       |
| Каменский          | Сельсовет                   | Чаусский       |
| Осиновский         | Сельсовет                   | Чаусский       |
| Радомльский        | Сельсовет                   | Чаусский       |
| Чериков            | Город районного подчинения  | Чериковский    |
| Вепринский         | Сельсовет                   | Чериковский    |
| Веремейский        | Сельсовет                   | Чериковский    |
| Езерский           | Сельсовет                   | Чериковский    |
| Речицкий           | Сельсовет                   | Чериковский    |
| Сормовский         | Сельсовет                   | Чериковский    |
| Шклов              | Город районного подчинения  | Шкловский      |
| Александрийский    | Сельсовет                   | Шкловский      |
| Городецкий         | Сельсовет                   | Шкловский      |
| Городищенский      | Сельсовет                   | Шкловский      |
| Каменнолавский     | Сельсовет                   | Шкловский      |
| Словенский         | Сельсовет                   | Шкловский      |
| Старошкловский     | Сельсовет                   | Шкловский      |
| Толкачевский       | Сельсовет                   | Шкловский      |
| Фащевский          | Сельсовет                   | Шкловский      |